# Cameraria corylisella
Cameraria corylisella là một loài bướm đêm thuộc họ Gracillariidae. Nó được tìm thấy ở Québec và Hoa Kỳ (bao gồm Kentucky, Wisconsin, Maine, New York, Connecticut và Vermont).
Sải cánh dài 6.5–7 mm. Ấu trùng ăn Carpinus americana, Carpinus caroliniana, Corylus species (bao gồm Corylus americana) và Ostrya virginica. Chúng ăn lá nơi chúng làm tổ.